# Oxyaenidae
Os oxienídeos (Oxyaenidae) são uma família de mamíferos extintos carnívoros, usualmente considerados como parte da ordem Creodonta. A monofilia desta ordem vem sendo contestada pelos últimos estudos e descobertas. A família surgiu no Paleoceno Superior e desapareceu no Eoceno Médio. Registros fósseis podem ser encontrados na América do Norte, Europa e Ásia.
Os dois grupos mais característicos desta ordem, os Hyaenodontidae e Oxyaenidae não parecem ter sido realmente aparentados. Os oxienídeos e seus parentes mais próximos estão reunidos numa superfamília Oxyaenoidea, que pode ganhar status de ordem.

## Classificação
- Família Oxyaenidae Cope, 1877
  - Subfamília Ambloctoninae Cope, 1877 [=Palaeonictinae Denison, 1938]
    - Gênero Ambloctonus Cope, 1875
    - Gênero Dipsalodon Jepsen, 1930
    - Gênero Dormaalodon Lange-Badré, 1987
    - Gênero Palaeonictis de Blainville, 1842

  - Subfamília Oxyaeninae Trouessart, 1885
    - Gênero Dipsalidictis Matthew, 1915
    - Gênero Oxyaena Cope, 1874
    - Gênero Patriofelis Leidy, 1870
    - Gênero Protopsalis Cope, 1880
    - Gênero ?Sarkastodon Granger, 1938

  - Subfamília Tytthaeninae Gunnell e Gingerich, 1991
    - Gênero Tytthaena Gingerich, 1980

  - Subfamília Machaeroidinae (posição questionável, possivelmente um família distinta)
    - Gênero Apataelurus Scott, 1937
    - Gênero Machaeroides Matthew, 1909
    - Gênero  Diegoaelurus Zack, Poust, & Wagner, 2022

Os gêneros Oxyaenoides e Paroxyaena foram originalmente descritos na família Oxyaenidae, entretanto, atualmente pertencem a família Hyaenodontidae.